# Шкумбини
Шку́мбини (Шкумби́, алб. Shkumbini) — река, протекающая в центральной Албании, впадающая в Адриатическое море в 25 километрах к югу от Дурреса. Эта река разделяет жителей Албании, говорящих на разных диалектах албанского языка: к северу распространён гегский диалект, к югу — тоскский диалект албанского языка.
Река берёт начало в горах к юго-западу от Охридского озера, в юго-западной части округа Поградец. Река изначально течёт на север, затем на северо-запад, после чего у города Либражд поворачивает на запад, у города Эльбасан выходит на равнину и впадает в Адриатическое море.
Средний расход воды около 70 м³/сек, половодье осенью и зимой, летом — межень. Используется для орошения.
В античное время была известна как Генус (др.-греч. Γενούσος).